# صدى الوطن
صدى الوطن ((بالإنجليزية: The Arab American News)‏) هي صحيفة أمريكية عربية تصدر في ولاية ميتشيغان الأمريكية باللغتين العربية والإنجليزية. أسسها في أغسطس 1984 أسامة السبلاني والذي يرأس تحريرها إلى اليوم.
تصدر أسبوعيا بشكل منتظم باللغتين العربية والإنكليزية، تجاوز الثلاثين ألف نسخة أسبوعيا، يكتب فيها نخبة من المثقفين الأمريكيين العرب وكتاب وصحفيون من الوطن العربي ومن أمريكا.

## وصلات خارجية
- الموقع الرسمي (بالعربية)
- الموقع الرسمي (بالإنجليزية)